# 日本ペア碁協会
公益財団法人 日本ペア碁協会（にほんペアごきょうかい）は、ペア碁の普及活動を行う組織で、囲碁の普及や国際交流をその目的としている。1994年に設立され、ペア碁棋戦やイベントなどを行なっている。

## 活動と歴史
滝久雄発案のペア碁は、オールアマ忘年囲碁大会で恒例化されるなどアマチュア囲碁ファンの間では広まっていたが、1990年に滝が社長を務めるNKB社がスポンサーとなって「国際囲碁アマチュア ・ ペアトーナメント大会」が毎年開催されるようになり、1994年5月24日に文化庁より承認を受けて、「財団法人日本ペア囲碁協会」設立に至った。同年12月には協会設立を記念して、プロ棋士による「リコー杯ペア囲碁選手権」を開催、こちらも以後毎年開催される。
2006年から「関西ジュニア・ペア碁大会」、2009年から「関東ジュニア・ペア碁大会」を開催。2013年からは、日中韓ペア碁名人選手権にも協力。2016年ペア碁ワールドカップを、世界ペア碁協会とともに主催。
2007年に名称を「財団法人日本ペア碁協会」に変更。2008年に「世界ペア碁協会」設立。2010年に公益財団法人に移行。

## 関連組織
1997年に「囲碁をオリンピックの正式競技にする世話人会」が発足した際には、与謝野馨衆議院議員、渡辺文夫日本棋院理事長とともに、日本ペア碁協会の吉国一郎会長が、代表世話人となった。
2008年の第1回ワールドマインドスポーツゲームズのペア碁が競技種目に採用され、チームジャパンの囲碁選手団に日本ペア碁協会も参加、国際アマチュア・ペア碁選手権大会でアマチュア日本代表を選出した。
2010年のアジア競技大会で囲碁競技が採用されたことで、JOC加盟団体として全日本囲碁連合を、日本棋院、関西棋院とともに設立。國分正明協会副理事長が、囲碁連合副会長となった。

## 注
1. ↑  『棋道』1991年2月号 日本棋院
2. ↑  『棋道』1995年2月号
3. ↑  『棋道』1997年7月号